# Ehrenzeichen vom Rumänischen Adler

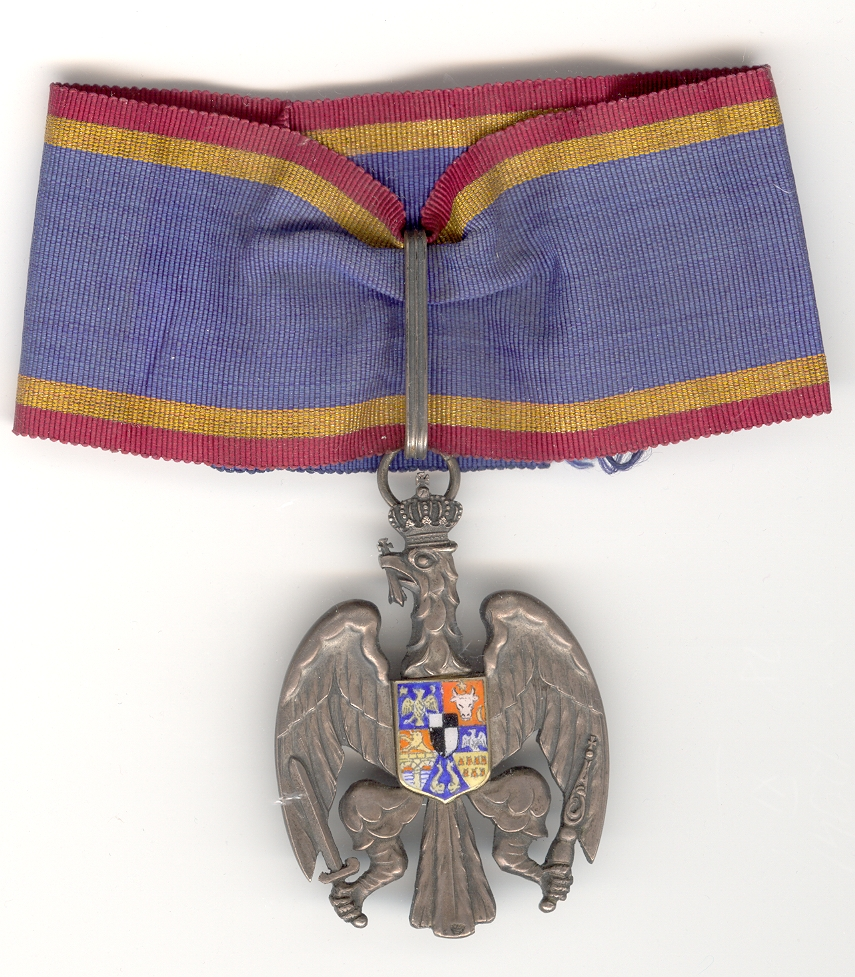
Kommandeur II. Klasse

Das Ehrenzeichen vom Rumänischen Adler wurde am 16. August 1933 durch König Carol II. von Rumänien gestiftet und war zur Auszeichnung von Senatoren und Abgeordneten des rumänischen Parlaments vorgesehen. Ausländische Parlamentarier konnten ebenfalls mit dem Orden beliehen werden.

## Ordensklassen
Der Orden besteht aus fünf Klassen
- Großoffizier
- Kommandeur I. und II. Klasse
- Offizier
- Ritter

## Ordensdekoration
Das Ordenszeichen ist ein aus Bronze gefertigter vergoldeter bzw. versilberter gekrönter Adler, der in seinen Fängen ein Schwert (rechts) und ein Zepter (links) trägt. Auf dem Adler ist der emaillierte Wappenschild des Königreiches aufgesetzt.

## Trageweise
Großoffiziere trugen die Auszeichnung als Halsorden sowie mit einem achtstrahligen vergoldeten Bruststern, auf dem das Ordenszeichen aufliegt. Kommandeure I. und II. Klasse dekorierten ebenfalls um den Hals, wobei die I. Klasse vergoldet und die II. Klasse versilbert ist. Offizier (vergoldet) und Ritter (versilbert) trugen die Auszeichnung am Band auf der linken Brustseite.
Das Ordensband ist blau mit einem gelben Seiten- und einem roten Randstreifen.